# Прохор
Про́хор (от др.-греч. προχωρέω — «иду впереди») — мужское имя греческого происхождения.
Варианты толкования:
1. От др.-греч. προ- - перед и др.-греч. χῶρος — площадь, пространство, земли: «первенствующий на данной территории» либо «первенец у матери»;
2. От др.-греч. προ- - перед и др.-греч. χορός — толпа: «ведущий за собой людей»;
3. От др.-греч. προ- - перед и др.-греч. χορός — собрание поющих: «первый в хоре»;
4. От др.-греч. προ- - перед и др.-греч. χορεία — хороводная пляска, хоровод: «заводила в танце».

На Русь попало с христианством из Византии. Согласно В. А. Никонову, на 1980-е годы имя в СССР вышло из употребления.
От этого имени происходят русские (Прохоров, Прохорихин) и белорусская (Прохорчик) фамилии.

## Именины
- Православный календарь: 17 января, 28 января, 23 февраля, 10 августа, 8 октября, 11 октября[1].